# René Panhard
René Panhard (Louis François René Panhard)  (Paris, 27 de Maio de 1841 — La Bourboule, 16 de Julho de 1908) foi um engenheiro francês, pioneiro da indústria automobilística.